# Jaime Spengler
Jaime Spengler (Gaspar, 6 settembre 1960) è un cardinale e arcivescovo cattolico brasiliano, dal 18 settembre 2013 arcivescovo metropolita di Porto Alegre.

## Biografia
Nasce primogenito dei quattro figli di Genésio Bernardo e Léa Maria Spengler, discendenti dei primi coloni tedeschi in Brasile.

### Formazione e ministero sacerdotale
Dopo essere entrato nell'Ordine dei frati minori il 20 gennaio 1982, ha sostenuto gli studi filosofici e teologici sia presso São Boaventura a Campo Largo che presso Petrópolis. Ha emesso la professione perpetua nel 1985 ed è stato ordinato diacono il 29 giugno 1989 a Nazareth e sacerdote il 17 novembre 1990 dal vescovo Quirino Adolfo Schmitz.
Nel 1990 ha conseguito la licenza in Sacra Scrittura presso l'istituto teologico di Gerusalemme e nel 1998 la laurea in filosofia presso la Pontificia Università Antonianum di Roma.
Dal 2000 al 2003 è stato vicerettore e professore presso l'istituto filosofico São Boaventura, nella città di Campo Largo.

### Ministero episcopale
Il 10 novembre 2010 papa Benedetto XVI lo ha nominato vescovo ausiliare di Porto Alegre, assegnandogli il titolo di Patara.
Ha ricevuto l'ordinazione episcopale il 20 agosto successivo dalle mani dell'arcivescovo nunzio apostolico del Brasile Lorenzo Baldisseri, divenuto in seguito cardinale, co-consacranti l'arcivescovo metropolita di Porto Alegre Dadeus Grings e il prelato di São Félix Leonardo Ulrich Steiner.
Il 18 settembre 2013 papa Francesco lo ha promosso arcivescovo metropolita di Porto Alegre, succedendo a Dadeus Grings, dimessosi per raggiunti limiti d'età. Ha preso possesso dell'arcidiocesi il successivo 15 novembre, mentre il 29 giugno 2014 ha ricevuto dalle mani del Santo Padre il pallio.
Il 29 marzo 2014 è stato nominato membro della Congregazione per gli istituti di vita consacrata e le società di vita apostolica.
Nell'aprile 2015 è stato eletto presidente sia della Commissione per i ministeri ordinati e la vita consacrata della Conferenza episcopale brasiliana che della Regione Sud 3, che corrisponde  allo stato del Rio Grande do Sul, per il quadriennio 2015-2019.
Dal 3 al 28 ottobre 2018 ha partecipato alla XV Assemblea Generale Ordinaria del Sinodo dei Vescovi, dal tema: I Giovani, la Fede e il Discernimento Vocazionale.
Il 31 ottobre 2019, in qualità di primo vicepresidente, ha partecipato all'udienza papale a Roma con il Santo Padre insieme agli altri esponenti della Conferenza episcopale brasiliana.
Nel 2021 ha denunciato la grave crisi sanitaria derivante dalla pandemia causata dal COVID-19 in Brasile, in particolar modo dalla variante brasiliana che ha portato il sistema sanitario al collasso e gravi conseguenze economiche sulla popolazione.
Dal 24 aprile 2023 è presidente della Conferenza nazionale dei vescovi del Brasile e dal 17 maggio è anche presidente del Consiglio episcopale latinoamericano.

### Cardinalato
Il 6 ottobre 2024 papa Francesco, al termine dell'Angelus domenicale, ne ha annunciato la creazione a cardinale nel concistoro del 7 dicembre successivo, dove ha ricevuto il titolo di San Gregorio Magno alla Magliana Nuova.
L'11 gennaio 2025 è stato nominato membro del Dicastero per la dottrina della fede e del Dicastero per il culto divino e la disciplina dei sacramenti. L'8 febbraio seguente ha preso possesso del titolo cardinalizio.
Il 7 e 8 maggio 2025 ha partecipato come cardinale elettore al conclave che ha portato all'elezione di papa Leone XIV.

## Genealogia episcopale e successione apostolica
La genealogia episcopale è:
- Cardinale Scipione Rebiba
- Cardinale Giulio Antonio Santori
- Cardinale Girolamo Bernerio, O.P.
- Arcivescovo Galeazzo Sanvitale
- Cardinale Ludovico Ludovisi
- Cardinale Luigi Caetani
- Cardinale Ulderico Carpegna
- Cardinale Paluzzo Paluzzi Altieri degli Albertoni
- Papa Benedetto XIII
- Papa Benedetto XIV
- Papa Clemente XIII
- Cardinale Marcantonio Colonna
- Cardinale Giacinto Sigismondo Gerdil, B.
- Cardinale Giulio Maria della Somaglia
- Cardinale Carlo Odescalchi, S.I.
- Vescovo Eugène de Mazenod, O.M.I.
- Cardinale Joseph Hippolyte Guibert, O.M.I.
- Cardinale François-Marie-Benjamin Richard
- Cardinale Pietro Gasparri
- Cardinale Clemente Micara
- Cardinale Antonio Samorè
- Cardinale Angelo Sodano
- Cardinale Lorenzo Baldisseri
- Cardinale Jaime Spengler, O.F.M.

La successione apostolica è: 
- Arcivescovo Leomar Antônio Brustolin (2015)
- Vescovo Aparecido Donizete de Souza (2016)
- Vescovo Silvio Guterres Dutra (2018)
- Vescovo Darley José Kummer (2019)
- Vescovo Maurício da Silva Jardim (2022)
- Vescovo Juarez Albino Destro, R.C.I. (2023)
- Vescovo Odair Miguel Gonsalves dos Santos, C.M. (2023)